# 캐시 톰슨
캐시 톰슨(Cassi Thomson, 1993년 8월 14일 ~ )은 오스트레일리아의 배우 및 가수이다.

## 출연 작품
- 더 선데이 홀스 (2015)
- 레프트 비하인드: 휴거의 시작 (2014)
- 그레이브 할로윈 (2013)
- 틴에이지 뱅크 하이스트 (2012)